# Élections nationales dans le Mato Grosso do Sul en 2022
 (juillet 2025).
Si vous disposez d'ouvrages ou d'articles de référence ou si vous connaissez des sites web de qualité traitant du thème abordé ici, merci de compléter l'article en donnant les références utiles à sa vérifiabilité et en les liant à la section « Notes et références ».
Les élections nationales dans le Mato Grosso do Sul en 2022 ont lieu le 2 (premier tour) et le 30 octobre. Les électeurs éligibles éliront un gouverneur, un vice-gouverneur, un sénateur, 8 députés fédéraux et 24 députés d'État. L'actuel gouverneur par intérim est Reinaldo Azambuja, du Parti social-démocrate brésilien, Pour l'élection au Sénat fédéral, la vacance occupée par Simone Tebet, du MDB, élue en 2014, est en litige.

## Candidats du gouvernement
- Marquinhos Trad
- André Puccinelli
- Eduardo Riedel
- Rose Modesto
- Adonis Marcos
- Magno Souza
- Capitão Contar
- Giselle

## Candidats au Sénat
- Anizio Tocchio
- Luiz Henrique Mandetta
- Odilon de Oliveira
- Tereza Cristina
- Jeferson Bezerra
- Tiago Botelho